# Omega1 de l'Àguila
Omega¹ de l'Àguila (Ω¹ Aquilae) és una estrella subgegant blanca-groga de la magnitud aparent +5,28. Està aproximadament a 422 anys llum de la Terra.